# David Sedaris
David Sedaris, född 26 december 1956, är en författare och komiker från USA. Sedaris stil är främst essäistisk och hans verk publiceras, utöver i egna samlingsverk, bland annat i tidskriften The New Yorker och framförs av författaren själv i radioprogrammet This American Life. I svensk översättning finns de självbiografiska essäsamlingarna Naken, utgiven 2007 (originaltitel: Naked, utgiven 1997), och Calypso, utgiven 2019 (originaltitel: Calypso, utgiven 2018). David Sedaris är bror till skådespelerskan Amy Sedaris.
Sedaris ägnar sig även åt ploggning i distrikten Parham, Coldwaltham och Storrington i West Sussex. Han har även fått en lokal sopbil uppkallad efter sig, för sina outtröttliga ansträngningar, och har kallats "en riktig lokal hjälte".